# آشکارساز ریزنواری
در الکترونیک هسته‌ای، آشکارساز ریزنواری (به انگلیسی: microstrip detector) یا آشکارساز میکرواِستریپ یک آشکارساز ذرات است که از تعداد زیادی نوارهای نیم‌رسانای یکسان تشکیل شده است که در امتداد یک محور یک ساختار دو بعدی، عموماً توسط لیتوگرافی، قرار گرفته‌اند. چیدمان هندسی اجزا اجازه می‌دهد تا مسیر ذرات ورودی تابش یونیزان را با دقت بازسازی کنید.
آشکارسازهای ریزنواری سیلیکونی یک طرح متداول است که در آزمایش‌های مختلف فیزیک ذرات استفاده می‌شود. سازوکار آشکارش (به انگلیسی: detection) شامل تولید زوج الکترون-حفره در لایه‌ای از سیلیکون به ضخامت چند صد میکرومتر است. الکترون‌های آزاد توسط یک میدان الکتریکی ایجاد شده توسط الگویی از آندها و کاتدهایی که روی سطح سیلیکون به هم مجتمع‌شده‌اند و توسط یک{\textstyle {\ce {SiO2}}} عایق‌ساز جداشده‌اند.